# Jean-François d'Arros d'Argelos
Pour les articles homonymes, voir Arros (homonymie) et Argelos.
Jean-François d'Arros, baron d'Argelos, dit le « baron d'Arros », né le 26 août 1726 à Arthès, dans le diocèse de Lescar en Béarn, et mort le 9 septembre 1791 à Arance (Béarn), est un aristocrate et officier de marine français ayant servi dans la Marine royale pendant les trois grands conflits de la fin du XVIIIe siècle. Il termine sa carrière au grade de chef d'escadre, comblé d'honneurs. Son nom a été donné à l'île d'Arros, dans l'archipel des îles Amirantes (océan Indien).

## Biographie

### Origines et famille
La famille d'Arros était l'une des douze grandes baronnies du Béarn, originaire du petit village d'Arros-de-Nay, à 3 km de Nay. Du XIIe au XVIIIe siècle, la famille a fourni à chaque génération de serviteurs au royaume de France. Une mention spéciale est faite à Bernard d'Arros, compagnon du roi Henri IV, et qui permet au Béarn d'échapper aux forces du roi de France lors du Siège de Navarrenx en 1569.
Les barons d’Arros d’Argelos forment une branche de la très ancienne famille béarnaise des barons d’Arros. Au XVIIIe siècle, la baronnie d'Arros est possédée par les barons d’Espalungue dont la baronnie s’étend dans la plaine de Nay. Les barons d’Arros d’Argelos ont fait souche à Arance, près de Lacq.
Jean-François d'Arros d'Argelos est le fils de Jean d’Arros d’Argelos (1668-1753) et de Jeanne Marthe Despoeis (?-1763). Ses parents se marient en avril 1717. De cette union naissent deux fils et trois filles :
1. Jean d’Arros (1718-1780) ;
2. Jean-François d’Arros d’Argelos (1726-1791) ;
3. Magdelaine (« Mlle d’Argelos », dite « Nichon) ;
4. Sophie (dite « Menotte ») ;
5. Une fille.

Son père avant lui sert dans la Marine du roi et parvient au grade de capitaine de vaisseau (ou de brûlot).

### Carrière dans la Marine royale

#### Débuts pendant la guerre de Succession d'Autriche
Jean-François d'Arros commence sa carrière maritime comme Garde de la Marine au département de Rochefort en 1743 ou le 20 mars 1744,, à l'âge de 14 ans. Enseigne de vaisseau en 1747 ou 1748, il fait campagne au Canada sous les ordres de Dubois de La Motte, pendant la guerre de Succession d'Autriche. Promu au grade de sous-Lieutenant d'artillerie en 1751, il part pour Saint-Domingue, puis en 1755 à la Martinique. Son père meurt en service, le 17 octobre 1753, à l'âge de 43 ans (Jean-François en a alors 23).
Il prend part à la guerre de Sept Ans et est promu lieutenant de vaisseau le 15 mai 1756,, au début du conflit. Le baron est fait prisonnier par les Anglais. Il est échangé en 1759 contre un captif anglais, mais il doit rester en résidence surveillée jusqu’à la fin de la guerre en 1763.
En 1761, à la suite du remaniement du port de Rochefort, le baron d’Argelos d’Arros obtient l’équivalent de son grade dans l’armée de terre : il devient capitaine d’artillerie. Il réintègre la Marine et est fait chevalier de Saint-Louis en 1763. Il reçoit le commandement de La Couronne en 1764, puis de La Barbue en 1765, à destination de la Martinique. C'est en novembre 1765 qu'il prend la tête des deux flûtes La Balance et La Fortune, qui devaient aussi effectuer une campagne à la Martinique. Lors de ces deux missions aux Antilles, le jeune officier reçoit pour ordre de déblayer la rade du Fort-Royal des carcasses échouées pendant les opérations de la guerre de Sept Ans.
Il est promu capitaine de frégate en décembre 1766 et repart en direction de la Martinique pour s’occuper de l’habitation de son épouse ; il y demeure deux ans. Jean-François d'Arros intègre l'Académie royale de Marine en 1769. Puis il commande la Marine du roi sur l'Isle de France en 1770 et 1771 à l'époque où une expédition française visite les Seychelles. Commandée par du Rosland et de la Biolière, l'expédition lui rend hommage en donnant son nom à la petite île, l'île d'Arros. Il rentre en France à bord de L'Indien, en compagnie du régiment Royal-Comtois. Le 4 mars 1774, il part avec sa femme pour la Martinique.

#### Guerre d'indépendance des États-Unis

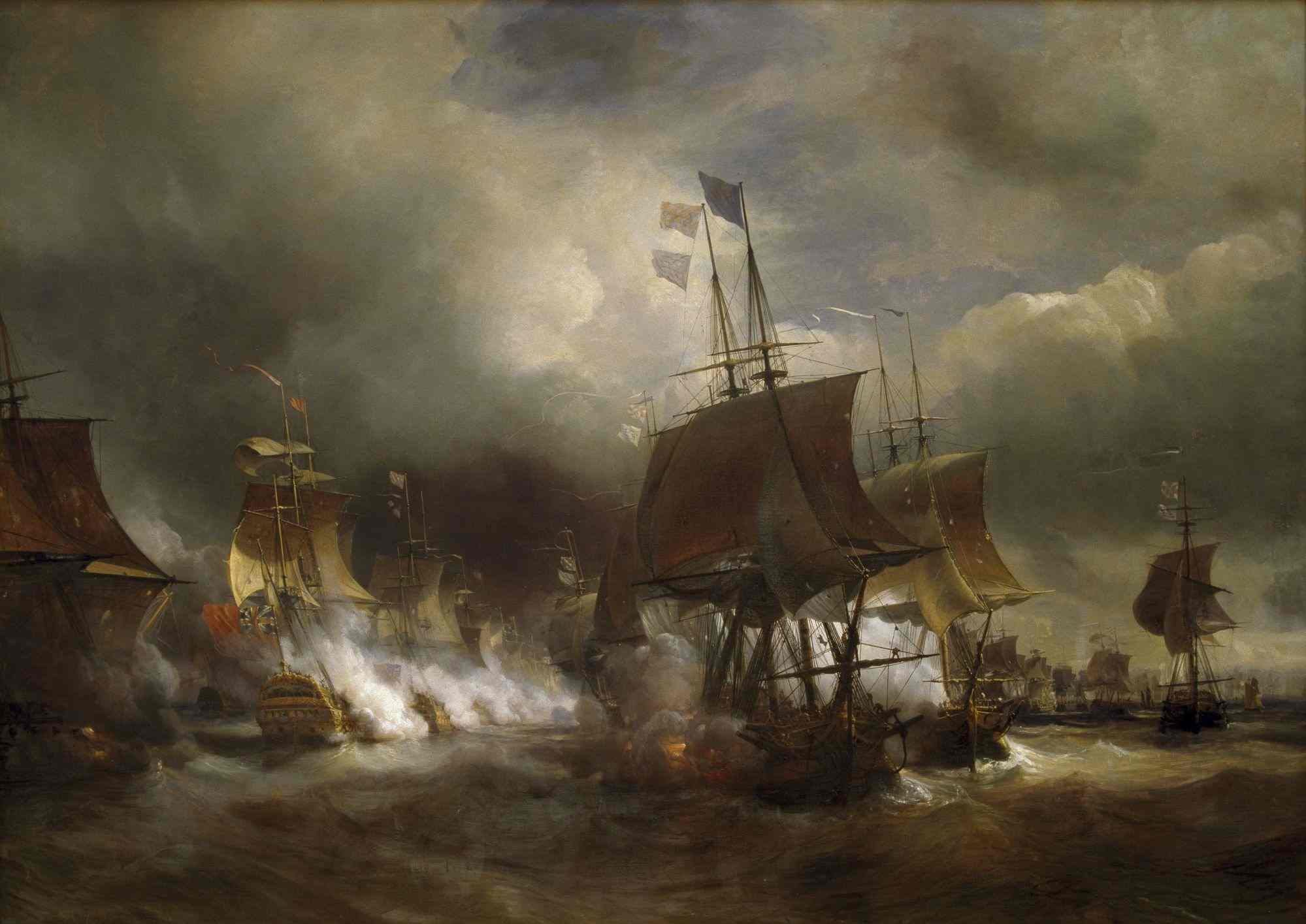
Combat d'Ouessant, juillet 1778
Huile sur toile par Théodore Gudin.

Il reçoit un brevet de capitaine de vaisseau le 18 avril 1772 ou 1777, et prend part — à partir de l'été 1778 — à la guerre d'indépendance des États-Unis, après l'entrée en guerre de la France aux côtés des Insurgents américains. Il commande Le Magnifique, de 74 canons, dans la flotte du comte d'Orvilliers au combat d'Ouessant, le 27 juillet 1778. Il reçoit par la suite le commandement de L'Auguste.

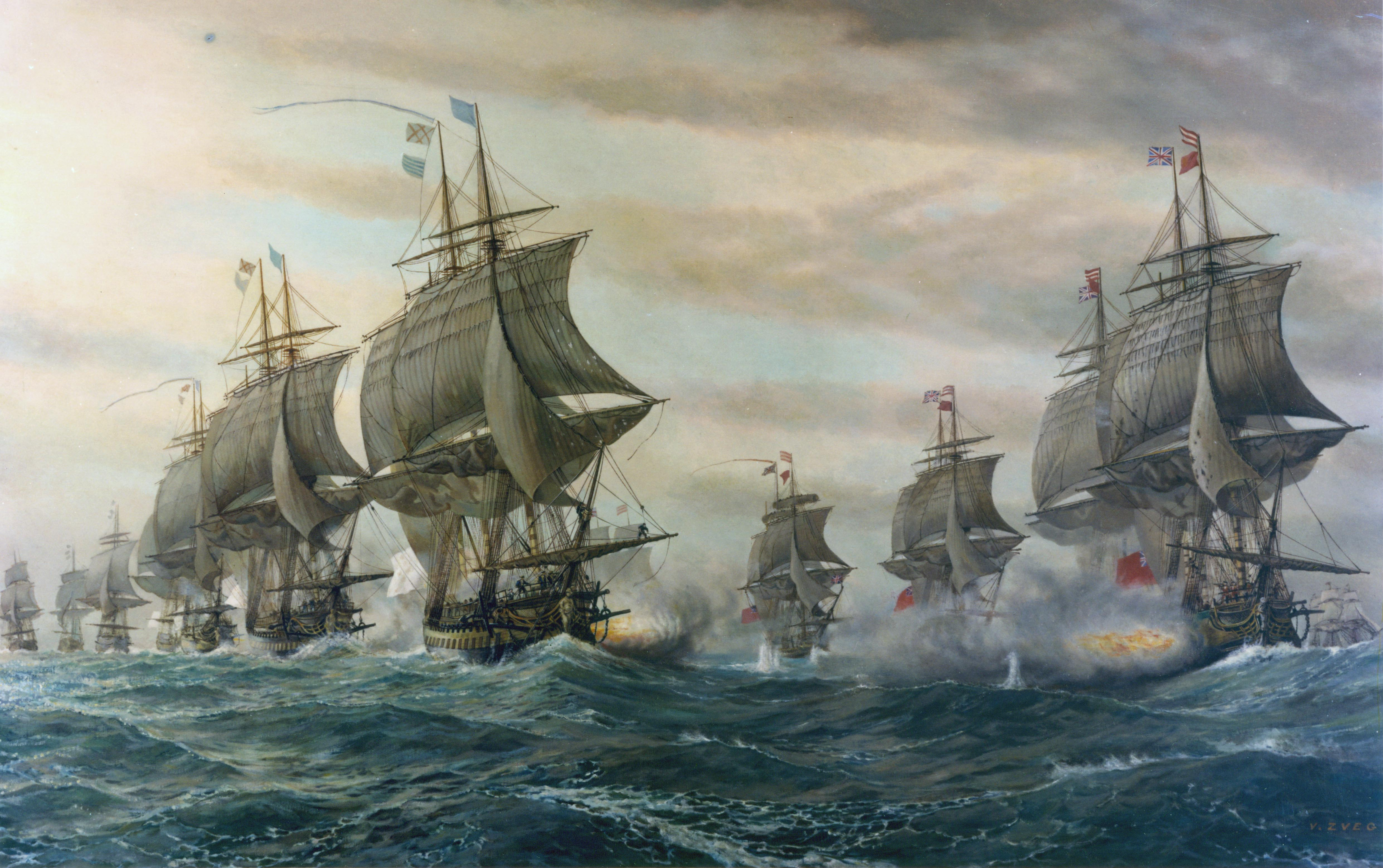
Les navires et Auguste, à la bataille de la baie de Chesapeake, septembre 1781.

Le baron d'Arros reçoit, en 1780, le commandement du Languedoc, vaisseau de 80 canons, qui intègre l'année suivante l'escadre dirigée par le comte de Grasse. Celle-ci, composée de 36 bâtiments de guerre, quitte Brest le 22 mars 1781 avec pour mission de combattre la flotte anglaise tant en Amérique du Nord que dans les Antilles. Il passe par la suite sur Le Palmier, 74 canons, alors que le Languedoc est confié temporairement à Duplessis-Parscau. Le 29 avril, il commande le Languedoc à la bataille de Fort-Royal contre la flotte britannique de l'amiral Hood. Le 5 septembre, la flotte française inflige, devant la baie de Chesapeake, un échec majeur à l'escadre britannique, ce qui rend inévitable la capitulation de Yorktown, constituant ainsi un des tournants de la guerre d'indépendance américaine.

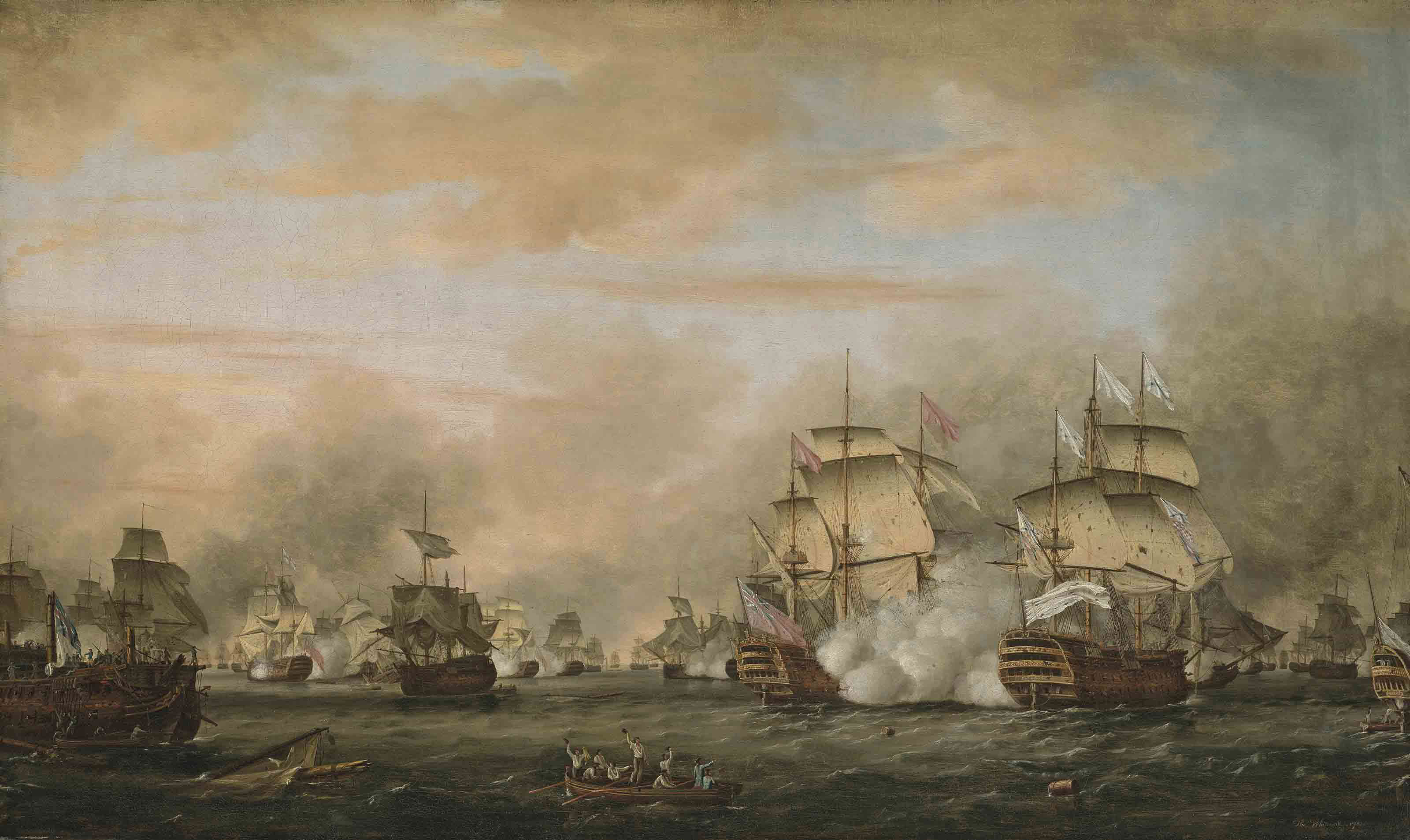
La bataille des Saintes, 12 avril 1782.

En 1782, le baron d'Arros récupère le commandement du Languedoc. Les 9 et 12 avril 1782, il est à la bataille des Saintes. Son vaisseau est alors le matelot du Ville de Paris, vaisseau amiral de la flotte, monté par le comte de Grasse. L'historien Prosper Levot décrit son action pendant ce combat :

« Le Languedoc se tint constamment auprès de la Ville de Paris dont il était le matelot d'avant et, dans l'après-midi, il fut attaqué avant le vaisseau amiral. Lorsque l'ordre de se former en bataille tribord amures fut donné, le capitaine baron d'Arros d'Argelos dépassa la Ville-de-Paris et se plaça à sa gauche ; son vaisseau ne cessa de combattre que quand le Triomphant fit signal de forcer de voiles et de le suivre Deux vaisseaux le séparaient alors de l'amiral. »

Au cours de ce combat, le comte de Grasse est contraint d'abaisser son pavillon et fait prisonnier. Dans un mémoire qu'il publie pendant sa captivité, il accuse le baron d'Arros d'avoir manqué à son devoir. Le baron d'Arros, ainsi que M. Mithon de Genouilly qui commandait La Couronne (l'autre matelot de la Ville-de-Paris) sont transférés dans la citadelle du Port-Louis à leur retour en France le 8 septembre 1782, à la fin de la campagne. Il est par la suite transféré au château d'Ouessant.
Le baron d'Arros est appelé à comparaître devant le Conseil de guerre de Lorient, à la suite de la malheureuse affaire de la bataille des Saintes. Il parvient à assurer sa défense et est lavé de toute accusation. « Le Conseil […] Décharge de toute accusation le sieur baron d'Arros, capitaine de vaisseau, commandant le Languedoc et supprime tous mémoires, lettres, écrits en ce qu'ils contiennent d'attentatoire à son honneur et à sa réputation. »
Il est élevé au rang de chef d'escadre des armées navales le 20 août 1784, il est nommé Académicien honoraire de l'Académie royale de Marine la même année. Il sert jusqu'en 1785, date à laquelle il met un terme à sa carrière, puis retourne à la Martinique. Il meurt à Arance, dans le Béarn, le 9 septembre 1791.

« Le 9 septembre 1791 est mort Mr Jean François D'arros chef d'Escadre des armées navales, chevalier des ordres du roy et militaire de St Louis, et de celui de Cincinnatus, et le lendemain son corps a été inhumé dans le cimetière de l'Eglise en présence de Jean Castille et Antoine Sajus qui ont signé la cérémonie faite par moy LAPLACE prêtre. »

## Mariage et descendance
Le 15 avril 1760, Jean-François d’Arros d’Argelos épouse Mademoiselle de Lahaye (1726-1791), orpheline de père et de mère. De cette union naissent :
1. Angélique (née le 24 janvier 1761), ép. Antoine de Thomassin de Peynier (1731-1809) en 1787, officier de marine, gouverneur de Saint-Domingue ;
2. Un fils (né avant juin 1763) ;
3. Une fille (née avant juillet 1764);
4. Pauline (1777-1779).

### Sources et bibliographie
- François-Alexandre de La Chenaye-Aubert, Dictionnaire de la noblesse de France, vol. 1, Paris, 1770 (lire en ligne), p. 444-445
- Prosper Levot et Onésime-Joachim Troude, Batailles navales de la France, Challamel Aîné, 1867 (lire en ligne)
- Georges Lacour-Gayet, La marine militaire de la France sous le règne de Louis XVI, Honoré Champion, 1905, 719 p. (lire en ligne), p. 648
- Jacques Aman, Les Officiers bleus dans la marine française au XVIIIe siècle, Librairie Droz, 1976, 201 p. (lire en ligne), p. 71 et 176
- Guillaume Haristoy, La correspondance privée du baron Jean-François d’Arros d’Argelos (extraits) (1746-1768), Université de Pau et des Pays de l'Adour, 2011 (lire en ligne)
- Jean-Jacques Antier, L'Amiral de Grasse, vainqueur de la Chesapeake, Editions Maritimes d'Outre Mer, 1971.Page 240, 13 lignes avant la fin de page-Accablant pour Argelos.